# Nina Cassian
Nina Cassian, egentligen Renée Annie Cassian, född 27 november 1924 i Galați, död 15 april 2014 i New York, var en rumänsk poet och översättare, bosatt i USA sedan 1985.
Cassian debuterade 1947 med den surrealistiska diktsamlingen La scara 1/1, men möttes av ideologisk kritik, och skrev under de följande åtta åren verk som var mer gångbara i det kommunistiska Rumänien, innan hon åter skrev friare. Hon var en produktiv översättare, och översatte bland annat verk av William Shakespeare, Bertolt Brecht, Christian Morgenstern och Paul Celan.
När Cassian var gästprofessor i New York 1985, slog Securitate till mot hennes nära vän Gheorghe Ursu. Hon sökte och beviljades då asyl i USA, och bodde där till sin död.

## Översättningar till svenska
- "[Dikter]". I antologin Corespondenţe lirice: poezie contemporană română şi suedeză = Lyrisk brevväxling: nutida rumänsk och svensk poesi (översättning Dan Shafran) (Bucureşti: Editura Fundaţiei Culturale Române, 1997) [tvåspråkig utgåva]
- Mirakelkvinnan (tolkning och inledning: Dan Shafran) (Lund : Ellerström ; Stockholm: Institutul Cultural Român, 2008)
- Kontinuum (Continuum) (tolkning av Dan Shafran) (Tranan, 2011)